# Simon Payne
Simon Payne (Hamilton, Bermudas, 27 de agosto de 1964) es un deportista bermudeño que compitió en luge. Fue el primer deportista de Bermudas en participar en los Juegos Olímpicos de Invierno.

## Juegos Olímpicos

### Albertville 1992
Participó en los Juegos Olímpicos de 1992 celebrados en la ciudad francesa de Albertville donde finalizó en 30.º posición con un tiempo final de 3:11.17.

### Lillehammer 1994
Dos años más tarde volvió a participar en los Juegos Olímpicos que en esta ocasión se celebraron en Lillehammer, Noruega y volvió a finalizar en 30.ª posición, esta vez con un tiempo final de 3:30.63

## Después de su retiro
Una vez retirado fundó la Asociación de Luge de Bermudas y también fue el entrenador de Patrick Singleton otro bermudeño que compitió en luge cuando el ya estaba retirado.